# Sarcofago del Buon Pastore (Monza)

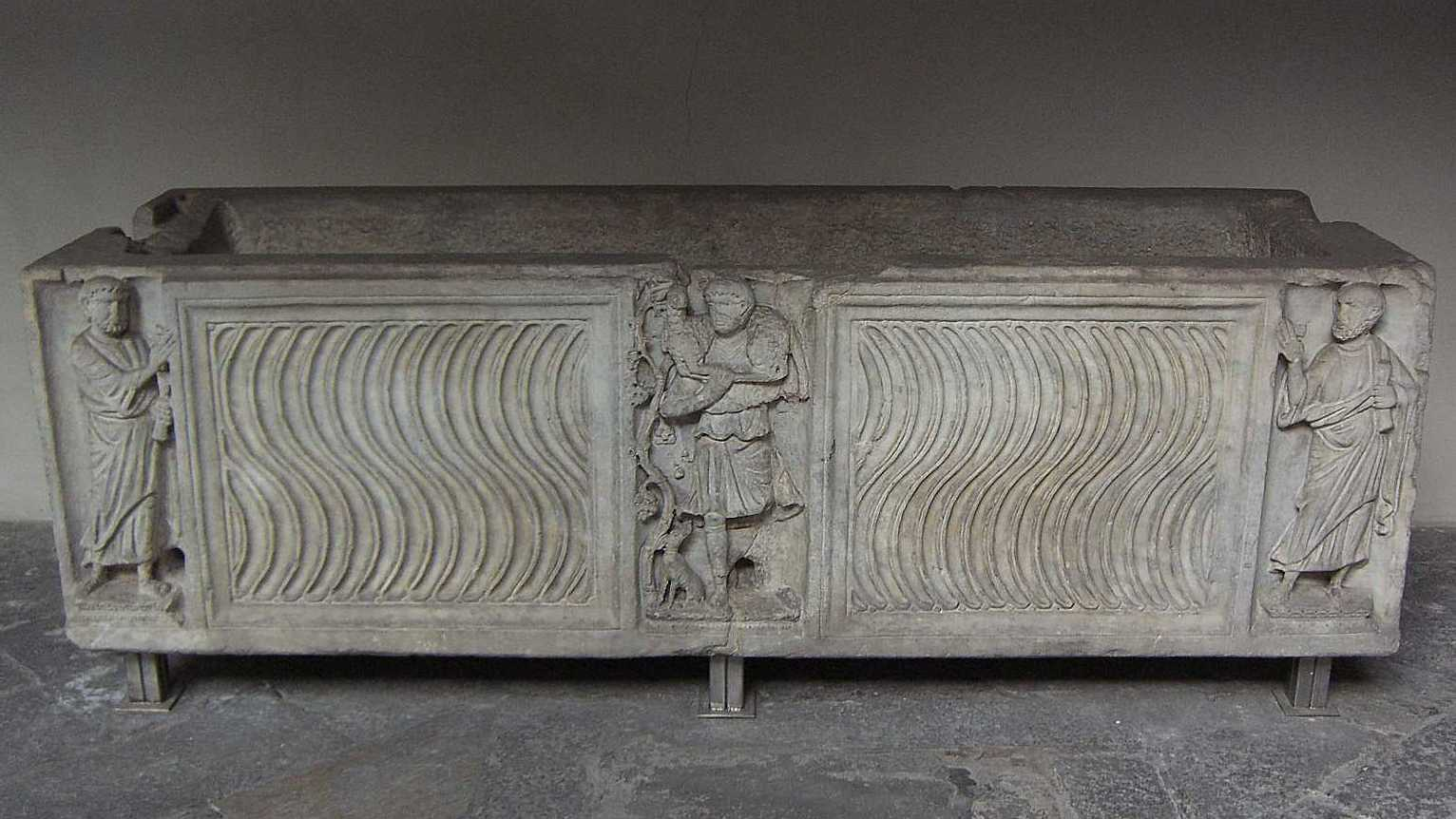
Sarcofago del Buon Pastore
seconda metà del IV secolo d.C.
Museo e tesoro del duomo di Monza

Il sarcofago del Buon Pastore è custodito nel chiostrino del Museo Serpero a Monza.
. È in marmo di Luni e misura cm 231 x 66,5 x 78; è parzialmente lavorato a trapano.
Lo schema illustrativo è largamente diffuso in tutta Italia: al centro, in una nicchia, è rappresentato il Buon Pastore, indossante una tunica e calzari. Sulle spalle reca un ariete stringendone le zampe con la mano destra. A lato cresce un tralcio di vite che reca frutti e in basso un cane accosciato. Il braccio e la gamba sinistra sono perduti.
Ai due lati è simmetricamente scolpita una strigilatura. Ai due estremi sono le figure di due filosofi che stringono un rotolo nella mano sinistra; potrebbero essere identificati con gli apostoli Pietro e Paolo, anche se non recano i loro tradizionali attributi delle chiavi e della spada.
Il corredo iconografico del sarcofgo richiama chiaramente il culto cristiano ormai affermato e quindi consente una datazione post quem.
Secondo l'archeologo Mario Mirabella Roberti il manufatto è databile alla seconda metà del IV secolo. Probabilmente proviene da Roma.